# Blouza
La blouza ou blousa (en arabe : بلوزة) est une robe traditionnelle d'Algérie originaire d'Oranie.
La blouza tire son origine de l'abaya , une robe-tunique citadine ancienne, elle s'est enrichie de plusieurs techniques modernes de couture. Elle est à la fois une robe ethnique portée par les femmes urbaines du nord-ouest de l'Algérie et une robe qui évolue avec la mode. Née à la fin du XIXe siècle, elle a été conçue et développée dans les villes d'Oranie notamment à Tlemcen et Oran, et s'est propagée ailleurs.
La blouset el mensouj, élément du costume nuptial traditionnel de Tlemcen, est inscrite au patrimoine culturel immatériel de à l'UNESCO. La blousa oranaise figure également dans la Banque nationale du patrimoine culturel immatériel algérien.

## Étymologie
Le mot blouza ou blousa est latin, il dérive du nom « blouse », c'est le nom donné à la abaya moderne, une tenue citadine ancienne d'Algérie, qui a connu des mutations durant la colonisation française. Certains chercheurs y voient une influence espagnole.
La blouza est aussi appelée parfois la « blouza oranaise » en hommage à Oran qui en a fait sa tenue  et l'a modernisée. Mais, il existe également d'autres variantes : la blouza tlemcenienne et la blousa mostaganémoise.
Dans d'autres régions d'Algérie, d'autres termes sont employés pour évoquer « la robe » sans manches : gandoura dans le Constantinois, binouar à Sétif et blouza naïli dans le Hodna.

## Évolution
L'ancêtre de la blousa, la robe abaya, dérive d'une tunique médiévale portée dans les villes algériennes anciennes de l'est et de l'ouest du pays. Cette ancienne robe est portée par des femmes urbaines de l'ouest de l'Algérie, jusqu'au début du XXe siècle. C'est une robe plus courte de la blousa moderne, laissant apparaître le kholkhal (anneau de cheville). Au début du XXe siècle, la première transformation de l'abaya a eu lieu. Puis, les femmes l'abandonnent progressivement dans les années 1940.
La blousa est ainsi une tenue innovante apparue au début du XXe siècle avant d'être adoptée comme tenue traditionnelle. Toutefois, elle n'est pas statique, contrairement à la plupart des autres costumes de cérémonie de la femme  d'Algérie . Mais elle est en changement constant comme la robe à la mode occidentale, sa variabilité suit un cycle d'un à deux ans. Elle est à la fois une robe ethnique et une robe qui évolue avec la mode.
Le blousa précoce suit la forme géométrique et lâche de l'abaya du XIXe siècle, mais de nouveaux détails sur les côtés du vêtement confirment la tentative de rentrer la taille, elle était aussi courte. La diversification des textiles requis pour sa réalisation entraîne une plus grande liberté dans le choix des couleurs. La blousa ou abaya d'Oran datant du XIXe siècle est conservée dans le musée du Quai Branly à Paris. D'autres blousas du début du XXe siècle conservées au musée national Zabana d'Oran sont faites de soies, de satins légers en brocart ou de tulles brodés, et ornés de volants et de rubans. La robe abandonne également la ceinture en soie lamée, le hzam, en faveur d'une ceinture formée de louis d'or et d'une boucle en or, ajourée.
Dans les années 1950, les plis sont progressivement remplacés par des fils élastiques cousus mécaniquement par les couturières d'Oran . Depuis la seconde moitié des années 1960, le style de la blousa a de nouveau changé, suivant des cycles de tendance plus courts. Dans les années 1980, la différence entre les styles de la blousa quotidienne et celle de cérémonie est devenue plus évidente. Ce changement stylistique a été favorisé par la montée en puissance des premiers créateurs de mode algériens dont le statut est récemment passé de kheyyata (couturière) à styliste.
Le col de la blousa est devenu de plus en plus orné de rubans, perles et paillettes. Elle est également devenue plus brillante et colorée en raison de l'influence croissante de la mode d'Oran . À la fin du XXe siècle, le plastron devient fixé à la robe après avoir été entièrement brodé de volutes dorées ou argentées.

Photos et tableaux de femmes algériennes portant l'ancienne abaya
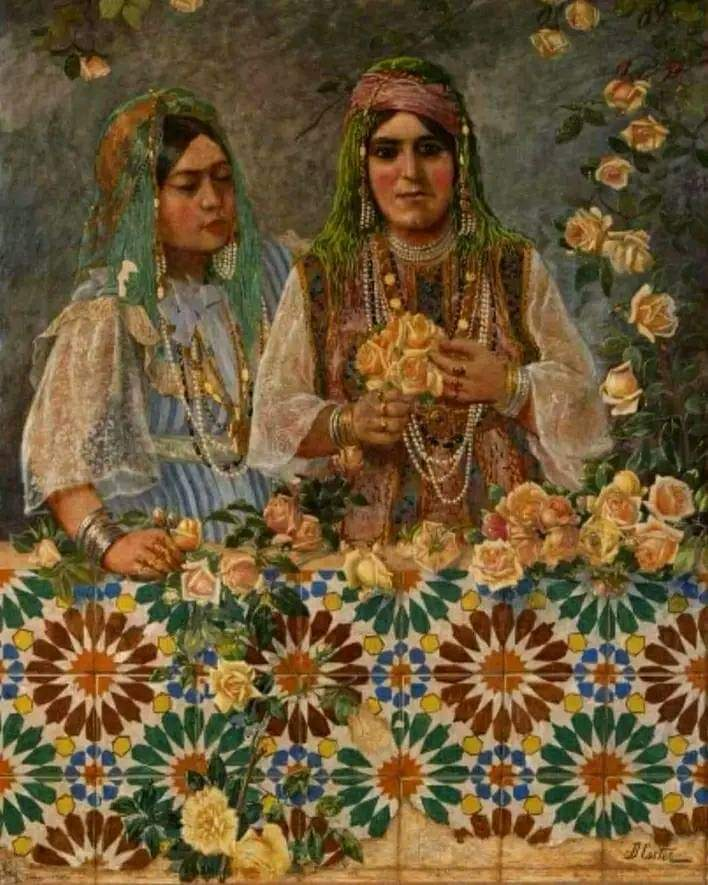
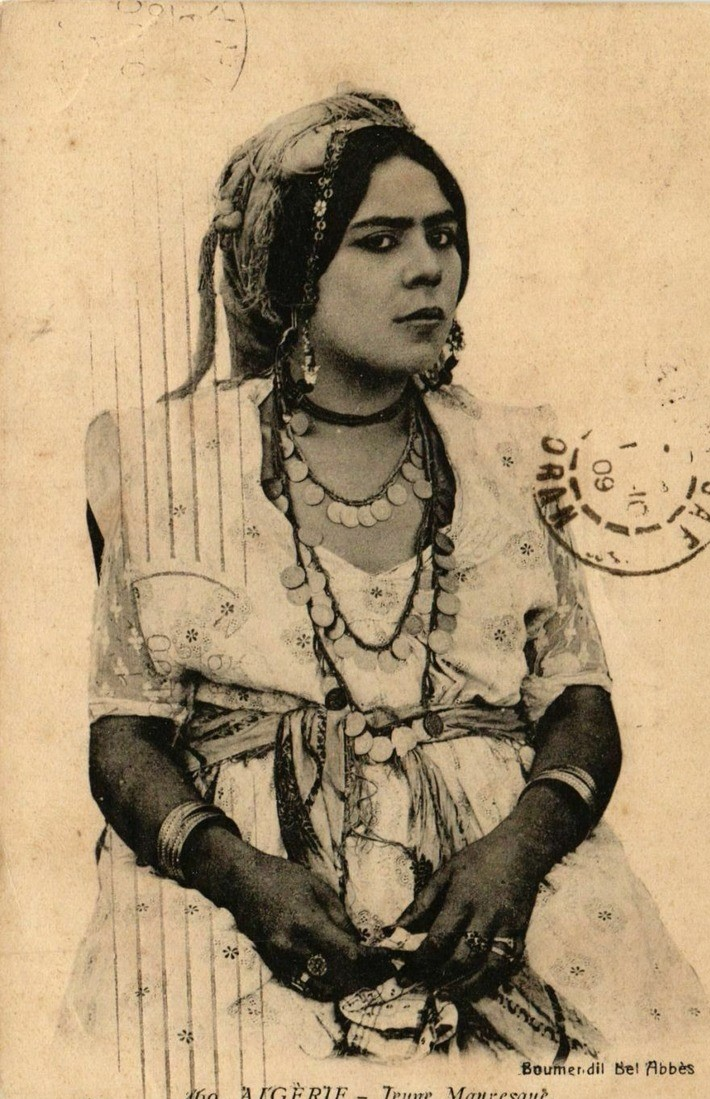
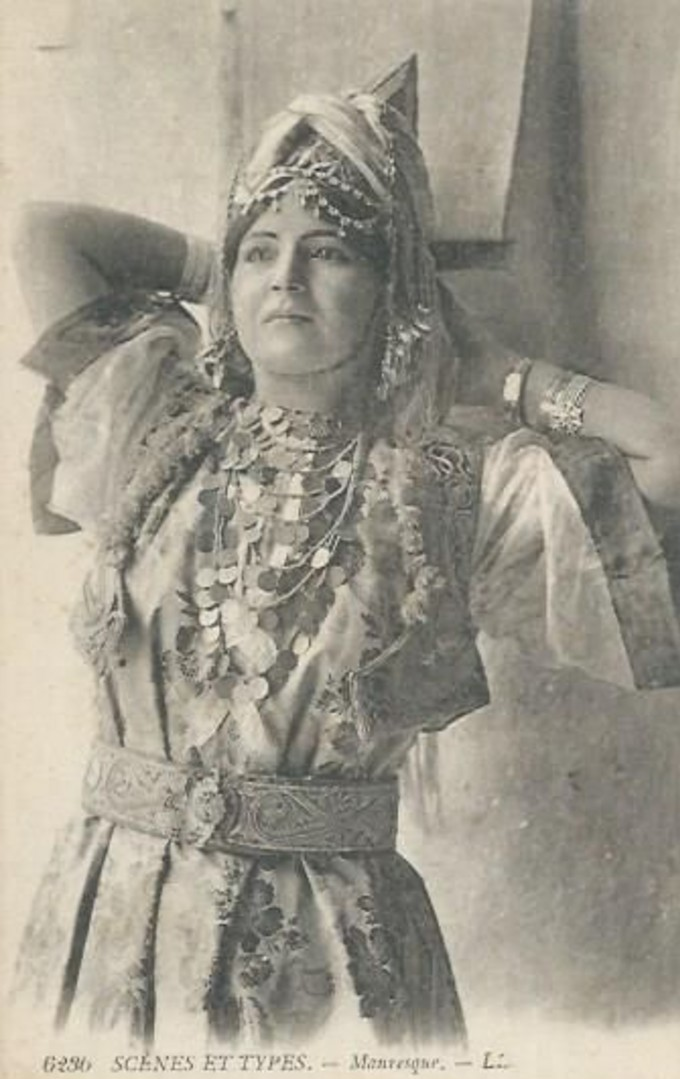
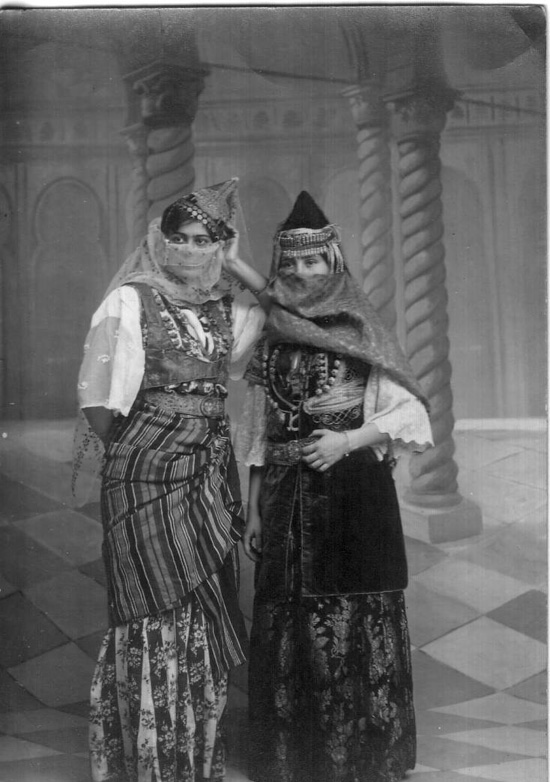

## Histoire des costumes traditionnels

### Genèse de la blousa

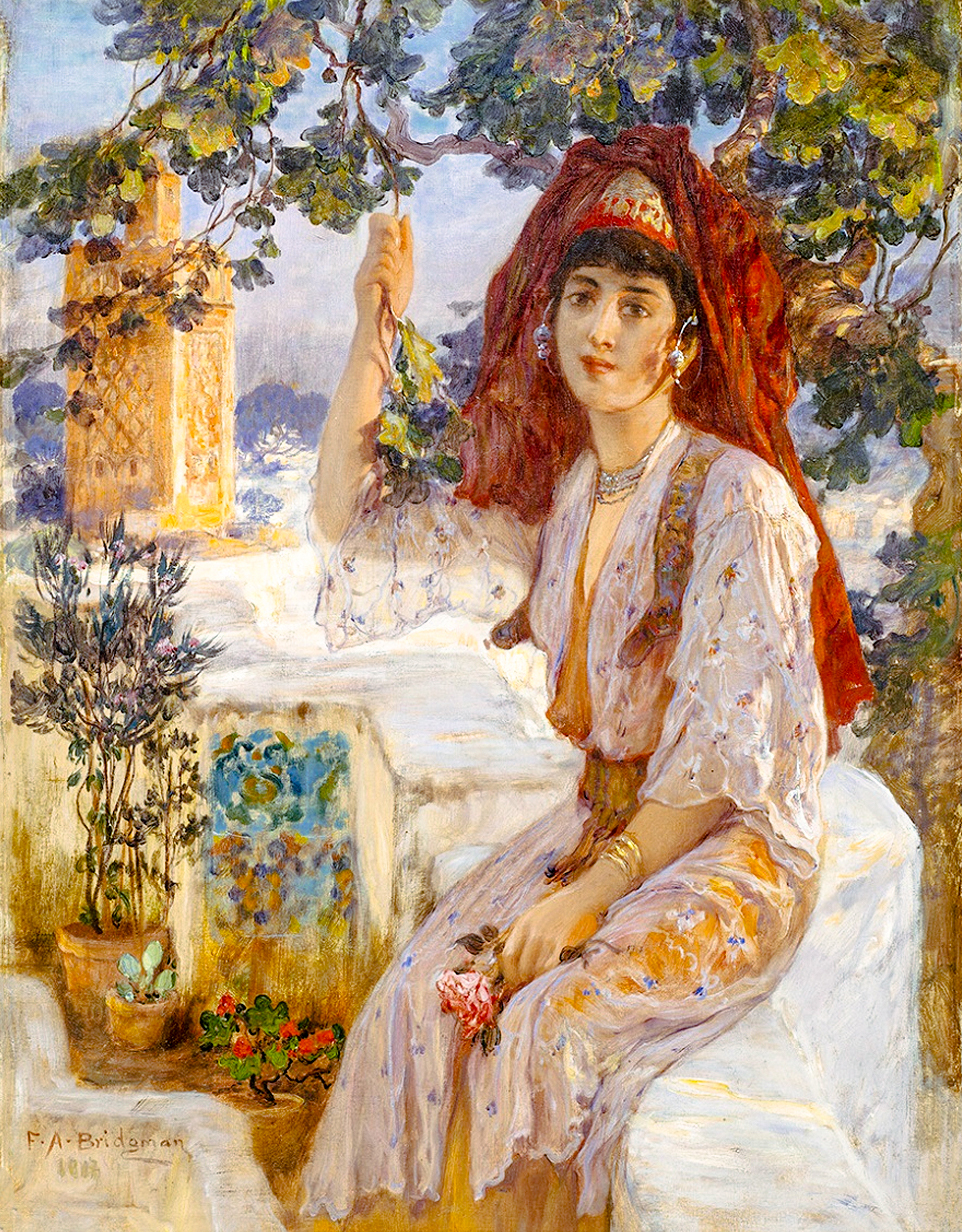
Portrait d'une jeune femme de Tlemcen en 1886 par Frederick Arthur Bridgman.

Sous les Zianides, la capitale Tlemcen accueille de nombreux artisans andalous et son élite imite l'habillement des familles nobles immigrées. C'est à cette époque que la robe tunique en soie, appelée 'abaya, qui équivaut à la joubba ou gandoura de l'Algérie orientale, fait son apparition. Durant la période ottomane, la nouvelle capitale, Alger, a gardé des liens particulièrement forts avec Tlemcen, sa tenue masculine et féminine intégrait de nouveaux éléments vestimentaires tels que des caftans en velours, des vestes et des gilets.
À la fin du XIXe siècle, l'"abaya était encore similaire à la djoubba constantinoise . Au début du XXe siècle, on trouvait le modèle abaya mdjounah dépourvu de manches et fait de satin broché d'or.

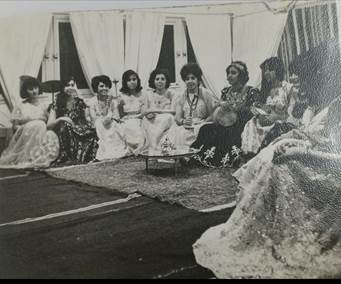
Anciennes medahates d'Oranie en blousa.

La blousa apparaît probablement entre 1900 et 1920 en tant que signe de changement et comme un conservateur de la tradition. Elle est conçue par les femmes de la ville qui veulent ne pas être exclues de la modernité, et néanmoins imposer une démonstration d'authenticité culturelle dans le contexte de la colonisation. La transformation de la robe abaya traditionnelle en une blousa moderne semble en quelque sorte avoir été renforcée par les principes kémalistes pour la modernisation de la société.
Les noms blousa et jeltita, ainsi que la prédilection des femmes pour la dentelle suggèrent qu'une esthétique espagnole pourrait également avoir influencé le style de la robe. La communauté espagnole était importante en Oranie. Toutefois à Tlemcen, le succès de la blousa ne nuit pas au costume nuptial traditionnel qui conserve sa panoplie complexe de vêtements anciens.

### Modernisation à Oran

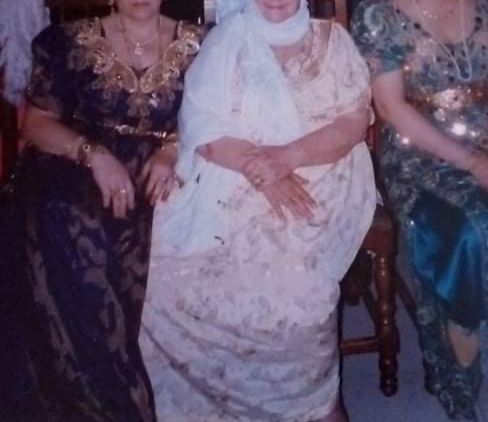
Variantes des blousas de fêtes de la fin des années 1990, portées par des femmes d'Oran avec la ceinture en or.

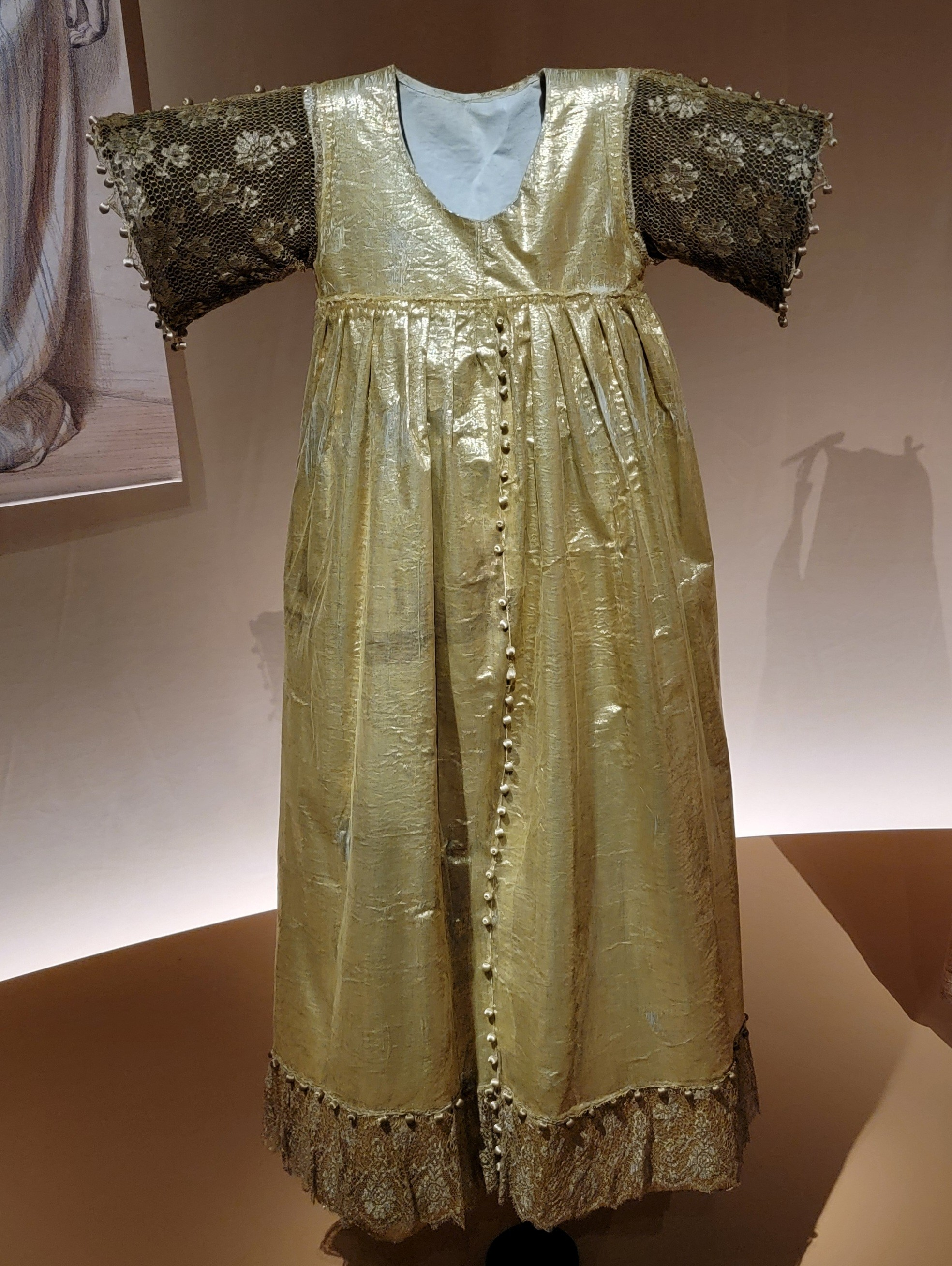
Robe de mariée oranaise, fin du XIX.

Au XVIIe siècle, le costume d'Oran, alors sous occupation espagnole semble marginal par rapport à ceux d'autres villes d'Algérie, au moment où les emprunts aux costumes morisques et levantins stimulent la renaissance du patrimoine vestimentaire citadin. Après le rattachement de la ville à la Régence d'Alger, le transfert de familles notables citadines, véhicule des habitudes vestimentaires encore méconnues à Oran.
À l'aube du XIXe siècle, le caftan de velours brodé au fil d'or figure dans le costume de fête, en particulier dans la tenue nuptiale. La colonisation française mène d'abord à une pénétration plus marquée des modes algéroises. Mais cette tradition, finit par s'effacer avant le milieu du XXe siècle.
L'alternative choisie par les Oranaises est celle de la blousa. Oran a joué un rôle primordial dans l'évolution de la blousa. Puis dans les années 1980, la mode blousa d'Oran atteint sans précédent les niveaux de l'extravagance et de l'enjouement. Les concepteurs de cette tenue le transforment sous ses formes les plus innovantes.

### Propagation

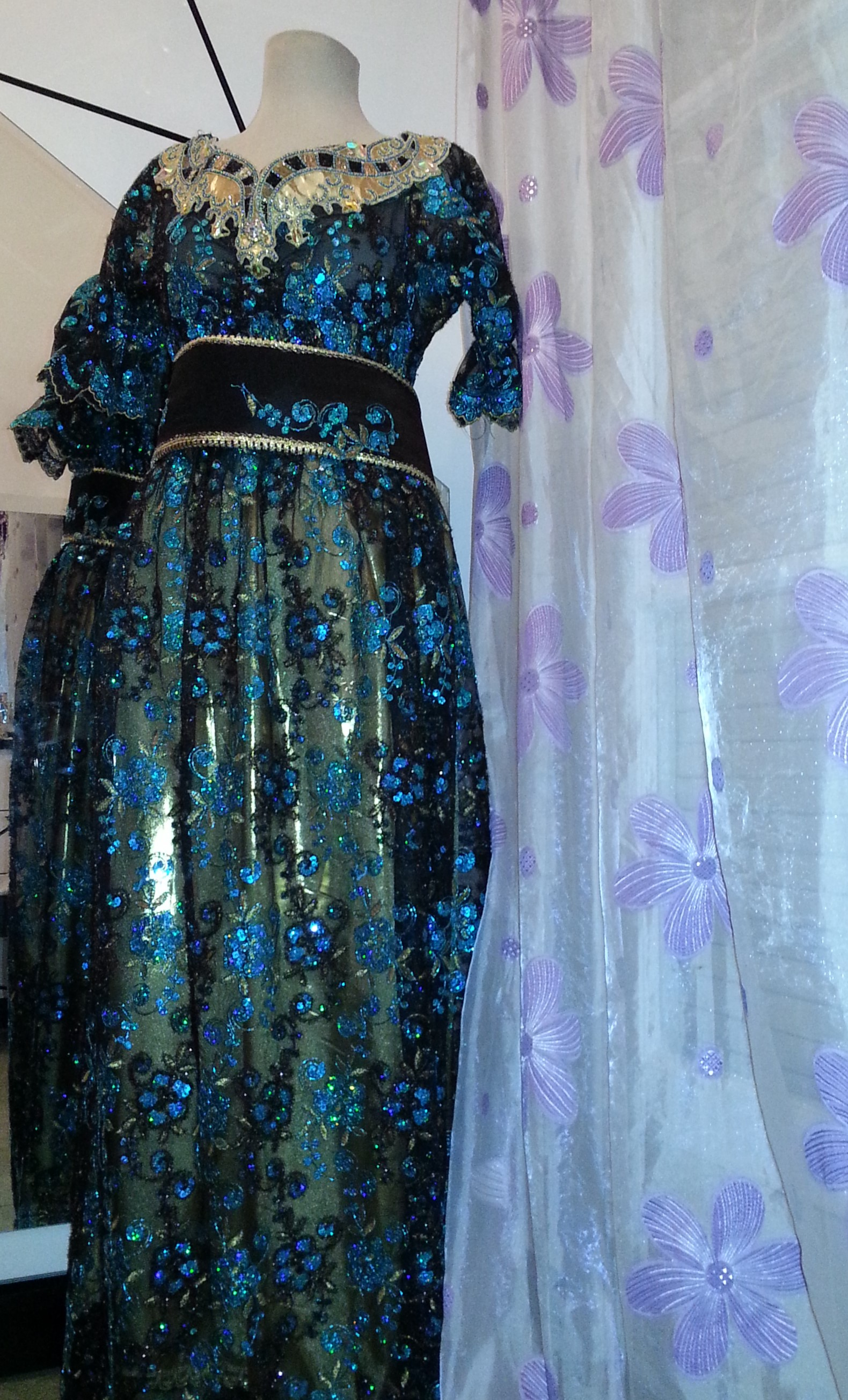
Blousa oranaise.

La propagation de la blousa se fera pratiquement dans toutes les villes de l'Oranie. L'histoire du costume citadin en Algérie occidentale découle de l'addition de plusieurs histoires locales, parfois focalisées sur des périodes et des courants culturels distincts. Les deux cités historiques, Mostaganem et Nédroma, conservaient encore le costume féminin ancien durant la conquête française. Puis, le costume de fête s'oriente vers le modèle de la blousa en supplantant les robes et les caftans de jadis .
Ancienne capitale du Beylik de l'Ouest, Mascara se distingue par une histoire du costume qui se concentre essentiellement au tour de la période ottomane, elle avait par conséquent, des liens rapprochés avec Alger, le caftan et toutes les formes de vestes et de gilets d'inspiration levantine y parviennent plus aisément que dans les autres villes de l'Ouest. À la suite des événements de la conquête coloniale, la ville subit un déclin important, la blousa est alors accueillie, encore plus favorablement, par les habitantes du Mascara moderne.
À Ténès, le costume subit l'influence des modes morisques puis turques. Plus tard, les habitantes se convertissent simultanément au Karako d'Alger et à la blousa de l'Oranie. La blousa est aussi introduite dans les villes coloniales de l'Ouest algérien telles que Sidi Bel Abbès et Saïda.
Puis, comme la djebba constantinoise, la blousa parvient à conquérir d'autres villes algériennes. Elle figure souvent parmi les tenues des différentes mariées d'Alger. Les femmes revêtent de la robe à Constantine et à Sétif lors des fêtes. Elle s'est également propagée chez les communautés berbères d'Algérie et du Maroc, notamment dans les Aurès et au Mzab.

## Une tenue contemporaine

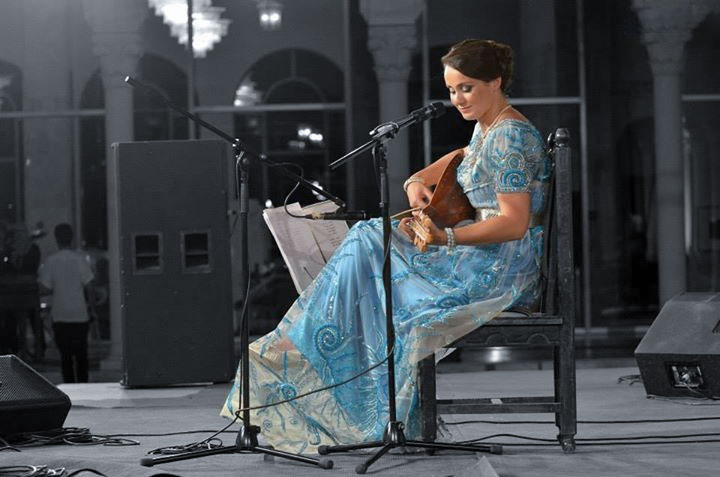
Lila Borsali, interprète de musique arabo-andalouse en blouza.

La blousa est une robe longue à manches courtes, porté par les femmes urbaines du nord-ouest de l'Algérie. Elle était conçue et développée dans les villes de Tlemcen et d'Oran. Elle combine les traditions locales avec des styles de différentes cultures. Ses transformations illustrent comment les femmes algériennes ont résisté à l'assimilation culturelle par l'habillement tout en s'appropriant les textiles, les techniques et l'esthétique d'Europe occidentale dans leurs vêtements, pendant la colonisation française. La blousa est ainsi perçue dans les villes algériennes comme une interface entre tradition et modernité.
La blousa s'est modernisée, en se distinguant des tenues du Maghreb. Les artisans oranais introduisent plusieurs éléments nouveaux et variés et s'adaptent aux modes. Elle s'ouvre facilement à la modernité. Ainsi, de nos jours, elle se fait en strass, en perles, en sequins et en broderie fine. Les tissus nobles ont fait leur entrée comme la dentelle de Calais et la soie. Elle est très présente dans les ateliers de couture et les étals des magasins du quartier Mdina Jdida ou du centre-ville d'Oran.

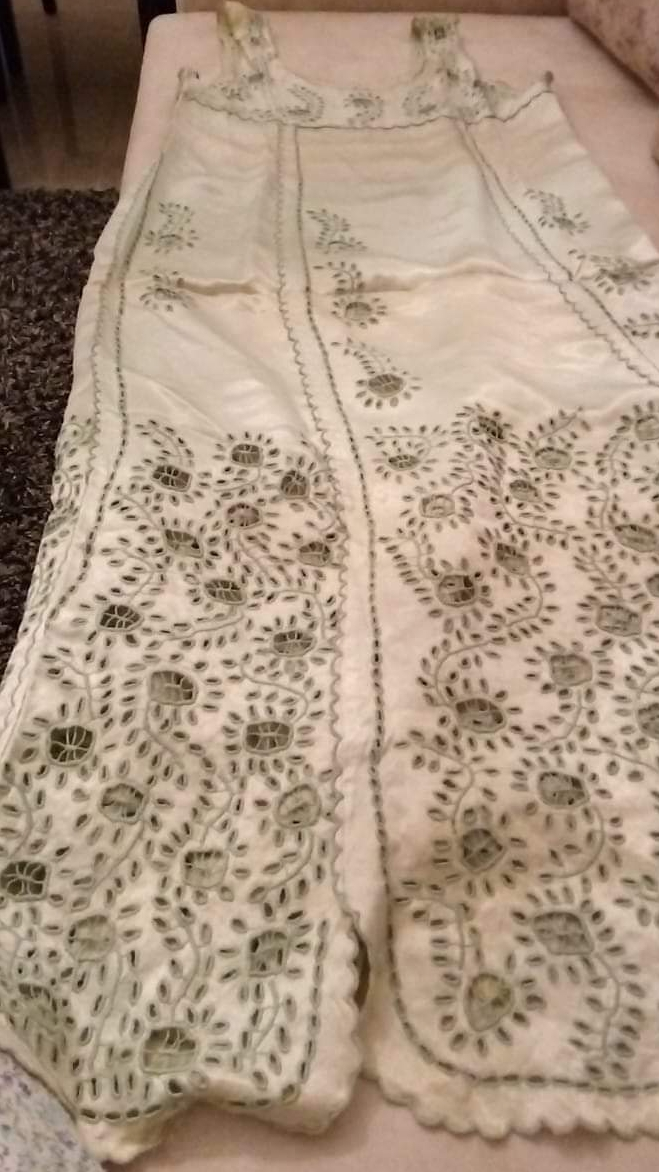
Jeltita, doublure intérieure de la blousa.

Elle se porte dans la vie de tous les jours, ou bien pour les cérémonies et fêtes traditionnelles. Les dames âgées aiment la porter simple, blanche, assortie à un châle de la même couleur. Avec l'arrivée des tenues étrangères, la robe blousa traditionnelle du quotidien a commencé quelque peu à se décliner. Mais elle reste la robe typiquement de l'Ouest algérien que toute mariée se doit d'ajouter à son trousseau. De nombreuses familles conservent dans leurs garde-robes, des modèles anciens.
La blousa est traditionnellement portée par les femmes mariées et d'âge mûr. Elle est longue et cousue en une pièce ou deux, cette doublure porte le nom de jeltita (le mot pourrait dériver d'une forme raccourcie de giraldita en espagnol, du latin girare « tourner ou faire tournoyer »), car elle est faite de dentelle ou de soie transparente en mousseline de soie. Elle est cintrée à la taille, se porte avec des manches courtes, le décolleté et le dos sont travaillés en perles et en broderies traditionnelles raffinées cousues sur ce qu'on appelle le sder qui est la partie recouvrant toute la poitrine et la face arrière est appelée dhar (respectivement « poitrine » et « dos » en arabe algérien).
Lors des soirées musicales, de nombreuses chanteuses du genre wahrani et du raï notamment Zahouania et Sabah Saghira portent cette robe. Elle est également associée aux formations musicales féminines des medahates.

## Variantes

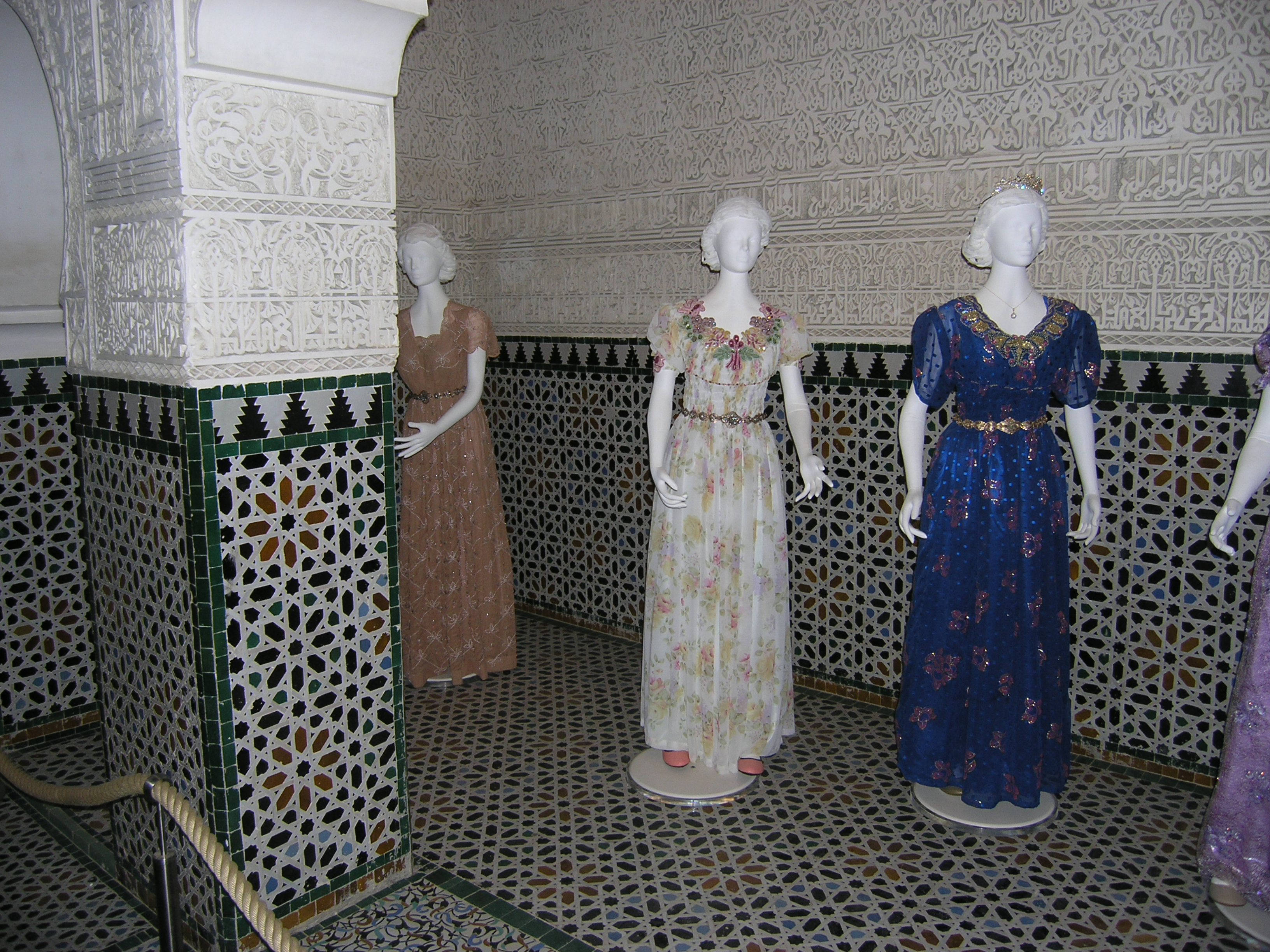
Variantes de Blouza exposé au palais El Mechouar.

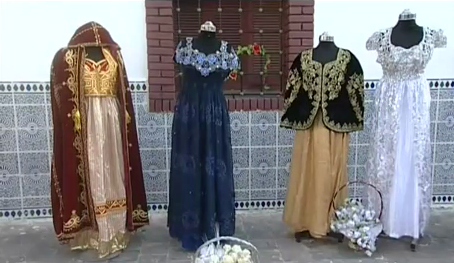
Variantes de Blouza exposé à Mostaganem dont blousa harrar (à gauche).

Il existe une palette diversifiée de blayez, chaque blousa est réservée à des moments uniques dans la vie d'une jeune fille ou femme :
- la blouset el mensouj, confectionnée traditionnellement dans un type de soie dit mensouj, très prisée dans la ville de Tlemcen, se caractérise par des bandes verticales dorées, argentées et parfois colorées. Elle fait partie intégrante du trousseau de la mariée, elle est tissée selon des techniques héritées de la période médiévale[30]. Tlemcen est parvenue à sauvegarder cette pièce tissée manuellement par les artisans de la soie, appelés les harrar[31] ;
- la blousa ntaa lewqer (« du deuil »), est une blousa spéciale pour les événements tristes comme les funérailles, elle est de couleur brunâtre et en soie opaque[32] ;
- la blousa nechfa (« sèche »), doit être portée l'année suivant la mort d'un défunt, sa soie est non-transparente et ses couleurs sont ternes[32] ;
- la blousa ntaa esmaq, est ornée de paillettes[7];
- la blousa ntaa essutadj, du français soutache, une tresse décorative [33] ;
- la blousa el-korsi, réservée à la mariée et se fait avec des broderies fetla ou mejboud[2] ;
- la blousa el-kbarate, réservée aux dames âgées[2] ;
- la blousa ed-dar, se porte au quotidien[2] ;
- la blousate qima (« robe de valeur »), se porte dans les grandes occasions[27] ;
- la blousa zaïm, constellée d'agate et de sumac, sous forme de petites paillettes, était souvent la première robe que la mère confectionne pour la future mariée[27] ;
- djouhar, akik  et harrar: sont des variantes de la blouza de la ville de Mostaganem[34].

Dans la chedda de Tlemcen et la chedda de Mostaganem, une blousa est posée sous le caftan, qui en laisse apparaître que le bas de celle-ci. Quant à la chedda d'Oran la mariée porte une veste en velours brodée au fil d'or dite  Djabadouli au dessus de la blousa le jour de son Henna ,,.
La blousa oranaise est inscrite dans la Banque nationale du patrimoine culturel immatériel algérien.